# غونار هاله
غونار هاله ((بالنرويجية: Gunnar Halle)‏؛ مواليد 11 أغسطس 1965) هو لاعب كرة قدم نرويجي دولي سابق كان يلعب كمدافع. سبق له أن لعب في كأس العالم لكرة القدم 1998 مع منتخب بلاده.

## روابط خارجية
- غونار هاله على موقع IMDb (الإنجليزية)
- غونار هاله على موقع اتحاد النرويج (النرويجية)
- غونار هاله على موقع قاعدة بيانات كرة القدم.إي يو (الإنجليزية)
- غونار هاله على موقع ناشيونال فوتبول تيمز (الإنجليزية)
- غونار هاله على موقع Soccerbase.com (لاعب) (الإنجليزية)
- غونار هاله على موقع عالم كرة القدم.نت (الإنجليزية)